# Vismia obtusa
Vismia obtusa är en johannesörtsväxtart som beskrevs av Richard Spruce och H. G. Reich.. Vismia obtusa ingår i släktet Vismia och familjen johannesörtsväxter. Inga underarter finns listade i Catalogue of Life.